# 大本営政府連絡会議
大本営政府連絡会議（だいほんえいせいふれんらくかいぎ）は、1937年（昭和12年）11月の大本営設置に伴い、政府（国務）と大本営（統帥）との総合調整を目的として設置された会議。

## 概説
1937年（昭和12年）、近衛内閣は日露戦争後初めて大本営を設置した。しかし、当時の日本では統帥権は政治権力から分離され（統帥権の独立）、大本営には文民である内閣総理大臣（首相）は入れなかったため、軍と政府との情報交換の場として設置された。大本営政府連絡会議は法制上の根拠をもつ組織ではなく、政府と統帥部の申し合わせによって成立した組織であった。
会議の出席者は、内閣総理大臣、陸軍大臣と海軍大臣及び関係閣僚、参謀総長、軍令部総長とされたが、実際には参謀総長や軍令部長ではなく参謀次長や軍令部次長が出席していた。また、幹事として陸軍省及び海軍省の軍務局長、内閣書記官長が出席した。

## 歴史
会議は第1次近衛内閣で設置され、1937年（昭和12年）11月24日に初回の会議が開催されたが、1938年（昭和13年）1月以降中断した。平沼内閣、阿部内閣、米内内閣では一度も開催されなかった。
1940年（昭和15年）に第2次近衛内閣が成立すると、大本営政府連絡懇談会の名称で復活した。さらに1941年（昭和16年）の第3次近衛内閣において再度、大本営政府連絡会議となった。
東條内閣成立後は連日のように開催され、太平洋戦争開戦から退陣まで約120回にわたり開催された。1942年（昭和17年）12月10日には初めて御前会議の形式で大本営政府連絡会議が開催された。
ただ、大本営政府連絡会議には陸海軍の作戦計画を統合的に指導する役割はなく、首相の東條も最終的に権力集中の批判を覚悟で参謀総長を兼務したものの、政府と軍部の事務作業が効率的に改善された程度で終わったとされる。
東條の後を受けた小磯国昭は、連絡会議を「自由な放談あるいは議論を述べることができる」場とするべく、1944年8月、連絡会議を最高戦争指導会議へと発展的解消させた。しかし、山本五十六が指摘していた「陸海軍共同作戦の最高指導部」は最後まで実現することはなかった。

## 一覧
以下は開催された大本営政府連絡会議・大本営政府連絡懇談会の一覧である。
| 回数     | 会名                 | 開催日         | 議題                                                                                 | 政府          | 出典   |
| -------- | -------------------- | -------------- | ------------------------------------------------------------------------------------ | ------------- | ------ |
| （初回） | 大本営政府連絡会議   | 1937年11月24日 |                                                                                      | 第1次近衛内閣 | [ 5 ]  |
|          | 大本営政府連絡会議   |                |                                                                                      | 第1次近衛内閣 |        |
|          | 大本営政府連絡会議   | 1938年01月09日 | （支那事変処理根本方針）                                                             | 第1次近衛内閣 |        |
|          | 大本営政府連絡会議   |                |                                                                                      | 第1次近衛内閣 |        |
|          | 大本営政府連絡会議   | 1938年01月15日 | （トラウトマン和平工作）                                                             | 第1次近衛内閣 | [ 6 ]  |
|          |                      |                |                                                                                      |               |        |
| 第01回   | 大本営政府連絡懇談会 | 1940年11月28日 | 国民政府（汪兆銘政権）承認                                                           | 第2次近衛内閣 | [ 7 ]  |
|          | 大本営政府連絡懇談会 |                |                                                                                      | 第2次近衛内閣 |        |
| 第26回   | 大本営政府連絡懇談会 | 1941年05月29日 | 蘭領インドシナ交渉 対米国交調整                                                      | 第2次近衛内閣 | [ 8 ]  |
| 第27回   | 大本営政府連絡懇談会 | 1941年06月05日 | -                                                                                    | 第2次近衛内閣 | [ 9 ]  |
| 第28回   | 大本営政府連絡懇談会 | 1941年06月06日 | クロアチア承認 三国同盟加入 独ソ開戦                                                 | 第2次近衛内閣 | [ 10 ] |
| 第29回   | 大本営政府連絡懇談会 | 1941年06月11日 | 日蘭交渉                                                                             | 第2次近衛内閣 | [ 11 ] |
| 第30回   | 大本営政府連絡懇談会 | 1941年06月12日 | 『南方施策促進ニ関スル件』                                                           | 第2次近衛内閣 | [ 12 ] |
| 第31回   | 大本営政府連絡懇談会 | 1941年06月16日 | 『南方施策促進ニ関スル件』                                                           | 第2次近衛内閣 | [ 13 ] |
| 第32回   | 大本営政府連絡懇談会 | 1941年06月25日 | 『南方施策促進ニ関スル件』（決定） 『情勢ノ推移ニ伴フ帝国国策要綱』                  | 第2次近衛内閣 | [ 14 ] |
| 第33回   | 大本営政府連絡懇談会 | 1941年06月26日 | 『情勢ノ推移ニ伴フ帝国国策要綱』                                                     | 第2次近衛内閣 | [ 15 ] |
| 第34回   | 大本営政府連絡懇談会 | 1941年06月27日 | 『情勢ノ推移ニ伴フ帝国国策要綱』                                                     | 第2次近衛内閣 | [ 16 ] |
| 第35回   | 大本営政府連絡懇談会 | 1941年06月28日 | 『情勢ノ推移ニ伴フ帝国国策要綱』（決定）                                             | 第2次近衛内閣 | [ 17 ] |
| 第36回   | 大本営政府連絡懇談会 | 1941年06月30日 | 『情勢ノ推移ニ伴フ帝国国策要綱』閣議提出案 御前会議における外務大臣説明案 対独通告文 | 第2次近衛内閣 | [ 18 ] |
| 第37回   | 大本営政府連絡懇談会 | 1941年07月01日 | 御前会議における外務大臣説明案 対独通告文決定                                        | 第2次近衛内閣 | [ 19 ] |
| 第38回   | 大本営政府連絡懇談会 | 1941年07月10日 | 日米国交調整 6月21日付ハル長官回答への外務省意見                                     | 第2次近衛内閣 | [ 20 ] |
| 第39回   | 大本営政府連絡懇談会 | 1941年07月12日 | 日米国交調整 対ソ戦争に伴う満州国取り扱い要領決定                                    | 第2次近衛内閣 | [ 21 ] |
| 第40回   | 大本営政府連絡会議   | 1941年07月21日 | 第三次近衛内閣初顔合わせ                                                             | 第3次近衛内閣 | [ 22 ] |
|          | 大本営政府連絡会議   |                |                                                                                      | 第3次近衛内閣 |        |
| 第50回   | 大本営政府連絡会議   | 1941年09月03日 | 『帝国国策遂行要領』（決定）                                                         | 第3次近衛内閣 | [ 23 ] |
|          | 大本営政府連絡会議   |                |                                                                                      | 第3次近衛内閣 |        |
| 第58回   | 大本営政府連絡会議   | 1941年10月09日 | 米側回答に対する帝国の態度                                                           | 第3次近衛内閣 | [ 24 ] |
| 第59回   | 大本営政府連絡会議   | 1941年10月23日 | 『帝国国策遂行要領』（再検討）                                                       | 東條内閣      | [ 25 ] |
| 第60回   | 大本営政府連絡会議   | 1941年10月24日 | 『帝国国策遂行要領』                                                                 | 東條内閣      | [ 26 ] |
| 第61回   | 大本営政府連絡会議   | 1941年10月25日 | 『帝国国策遂行要領』                                                                 | 東條内閣      | [ 27 ] |
| 第62回   | 大本営政府連絡会議   | 1941年10月27日 | 『帝国国策遂行要領』                                                                 | 東條内閣      | [ 28 ] |
| 第63回   | 大本営政府連絡会議   | 1941年10月28日 | 『帝国国策遂行要領』                                                                 | 東條内閣      | [ 29 ] |
| 第64回   | 大本営政府連絡会議   | 1941年10月29日 | 『帝国国策遂行要領』                                                                 | 東條内閣      | [ 30 ] |
| 第65回   | 大本営政府連絡会議   | 1941年10月30日 | 『帝国国策遂行要領』                                                                 | 東條内閣      | [ 31 ] |
| 第66回   | 大本営政府連絡会議   | 1941年11月01日 | 『帝国国策遂行要領』（決定） 『対米交渉要領決定』（決定）                            | 東條内閣      | [ 32 ] |